# Me and My Girl
Me and My Girl è un musical con colonna sonora di Noel Gay e libretto di Douglas Furber e L. Arthur Rose, debuttata a Londra nel 1937. Dopo essere stato riproposto in scena a Londra nel 1952, il musical subì una profonda revisione a cura del comico e attore Stephen Fry; la produzione con le modifiche di Fry andò in scena per la prima volta nel 1984 al Teatro Adelphi di Londra con Emma Thompson e Robert Lindsay, rimase in scena per otto anni e chiuse dopo 3303 repliche. Questa produzione vinse due prestigiosi Laurence Olivier Award: il Laurence Olivier Award al miglior nuovo musical ed il Laurence Olivier Award al miglior attore in un musical per Robert Lindsay.
La stessa produzione fu messa in scena al Marquis Theatre di Broadway nell'agosto 1986 e rimase in scena per oltre mille repliche fino al dicembre 1989. Robert Lindsay interpretò nuovamente il protagonista maschile e Maryann Plunkett sostituì Emma Thompson. Il musical fu candidato a 13 Tony Awards, vincendone 3: miglior attore per Lindsay, miglior attrice per Plunkett e migliori coreografie per Gillian Gregory.